# Portell Estret (Sora)
Portell Estret és una masia de Sora (Osona) inclosa a l'Inventari del Patrimoni Arquitectònic de Catalunya.

## Descripció
Partint d'un cos de planta rectangular que originàriament era l'única construcció, amb coberta de teules a doble vessant, la casa s'ha engrandit en dos sentits diferents. Per la banda de ponent, una construcció de planta rectangular, dos pisos, i teular en una sola inclinació. Per altra banda, al davant de la casa s'ha avançat la façana creant un cos de pas a la part baixa i un porxo a la part superior. La casa però conserva encara la portada antiga, amb una llinda amb la data 1762. Actualment la casa es presenta parcialment cimentat a l'exterior i tot i que no s'hi viu regularment es conserva en bon estat. Situada a l'extrem de ponent de la vall de Torrent de Solallong, agafa el nom del Coll, on està situada.